# 箸蔵寺
箸蔵寺（はしくらじ）は、徳島県三好市池田町州津にある真言宗御室派別格本山の寺院。宝珠山（ほうしゅざん）、真光院（しんこういん）と号す。本尊は金毘羅大権現。四国別格二十霊場第十五番札所、四国三十六不動霊場第四番札所、四国三十三観音霊場第二十八番札所、阿波西国三十三観音霊場（西部）第二十三番札所、四国阿波八供養菩薩霊場
- 本尊真言：おん くびらや そわか
- 御詠歌：いその神 ふりにし世より 今もなほ 箸運ぶてふ ことの尊き
- 納経印「御影」：四国別格二十霊場第十五番札所「開山 弘法大師」「同カラー版」、四国三十六不動霊場第4番札所「光網勝童子」、四国三十三観音霊場第28番札所「馬郎婦観音」、百八観音69番札所「花カード」、阿波西国三十三ヶ所第23番札所「馬頭観音」、四国阿波八供養菩薩霊場「金剛歌菩薩」、奥院箸蔵山「本尊秘仏 金毘羅大権現」

## 概要

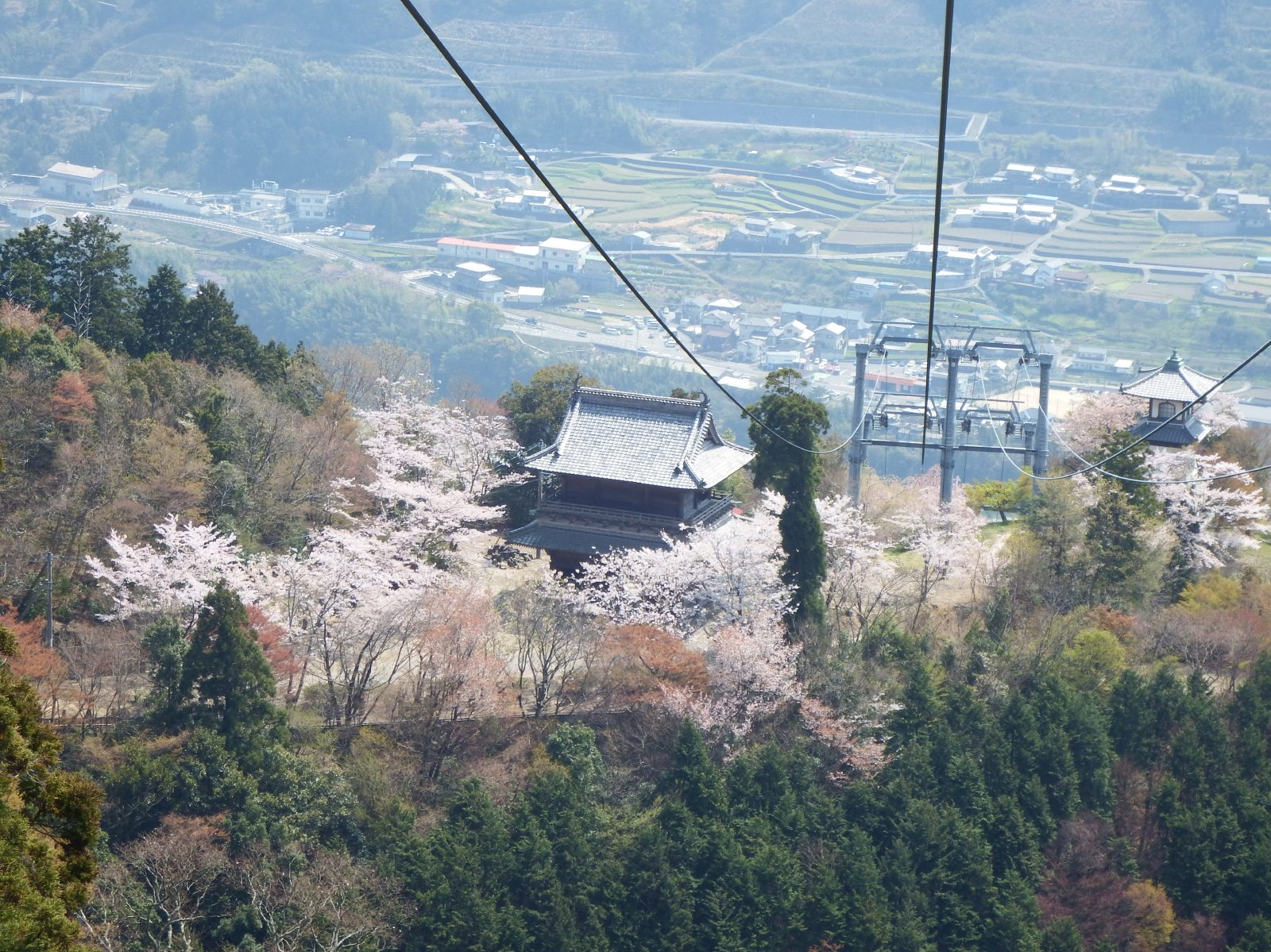
本坊から仁王門を臨む

明治初年の神仏分離令以前、香川県仲多度郡琴平町にある金刀比羅宮が、象頭山金毘羅大権現と称し松尾寺金光院が別当だったころ、当寺の方は、こんぴら奥の院と称し、現在でもそのように云われている。讃岐の金毘羅さんは神社となっているが、当寺は神仏習合の風習を色濃く残す寺院である。そのため、本殿の参拝方法は拍手による参拝者と納経をする参拝者に分かれるが、どちらも問題はない。
箸蔵山（標高719.8 m)から東南へ延びる尾根のピーク（標高633 m)である宝珠山（ほうしゅざん）の南山腹にある。山麓から方丈脇まで箸蔵山ロープウェイが通じているが、境内には階段が多く、金刀比羅宮が本宮まで785段あるにはわずかに及ばないものの、山門前より本殿まで769段ある。なお、方丈より本殿までは278段あるということで般若心経の文字が一文字ずつ付けられ「般若心経昇経段」と名付けられている。
箸蔵山県立自然公園の中に位置し、桜や紅葉等の名所として有名であるが、それ以外に拝むことに真剣に取り組む密教寺院としての側面もある。開山以来、毎日朝夕（6:30と18:00）欠かさず金毘羅大権現のもと護摩殿で護摩祈祷が行われる。変わらず継続することが一番難しいことであるが成し遂げられている。また、赤ちゃんのお箸初め（お食い初め）の箸でも知られている。なお、毎年8月4日には箸供養で、柴灯大護摩や火渡りが行われる。また、節分の星供養は古来よりの伝統を守り、節の分かれ目を大切にして午前０時をまたいで行われる。深夜にもかかわらず多くの参拝者があり、全国より申し込まれた数千のお札、御守りが祈念されている。

## 歴史
伝承によれば平安時代前期の天長5年（828年）四国巡錫中の空海（弘法大師）が、当地に霊気を感じ山上に登った。すると金毘羅大権現が現れ「箸を挙ぐる者、我誓ってこれを救はん」というお告げを空海に授けたという。そこで、空海は自ら金毘羅大権現の像を刻み堂宇を建立したことが当寺院の始まりと伝えられている。
また、金毘羅大権現は当山から讃州象頭山へ日夜眷属と共に往来しているとも云われていた。
寛文7年（1677年）の火災により多くの資料が失われ、明和6年（1769年）に、高野山の霊瑞によって、由緒がまとめられている。さらに、文政9年（1826年）の火災によりまた伽藍の大半を焼失し、現在見られる建造物は概ねこれ以後、江戸時代末期に建立されたものである。
平安の昔から阿波の山岳修行者の道場として発展してきたが、江戸時代後期以降、讃岐の金毘羅さんの隆盛とともに、こんぴらさんの奥社の箸蔵として、金比羅・箸蔵両参りで効能は倍増とし隆盛した。
天狗の箸運び伝説：地元で語り継がれており、箸蔵山に棲む天狗が讃州象頭山金毘羅大権現のお祭りの時に使われたお膳の箸をその晩のうちに当山に運び納めたという。

## 伽藍
仁王門エリア
- 仁王門（山門）：仁王門の前に駐車スペースがあり、ここから方丈まで徒歩約0.5時間。
- 高灯籠：仁王門の前にある。吉野川を行き来する舟の目印になっていた。

- 蔵谷の行場：山門より下の谷間にある。
- 桜の馬場、一の鳥居、太鼓橋、二の鳥居

方丈エリア
- 中門：方丈の前にある。

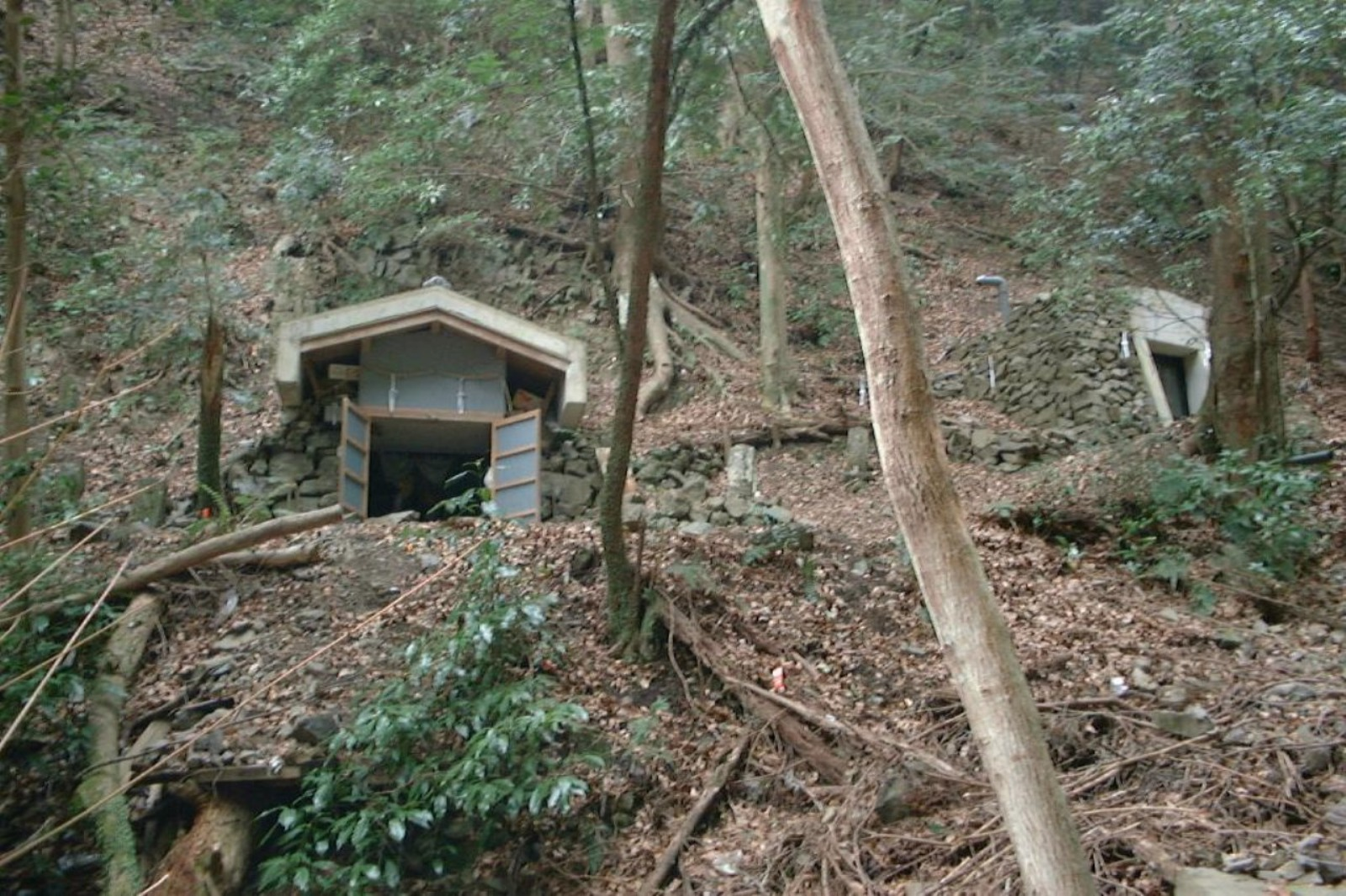
蔵谷の行場

- 方丈（本坊）：正面玄関奥に漆黒の大師像（非公開）が鎮座。納経所や事務所がある。

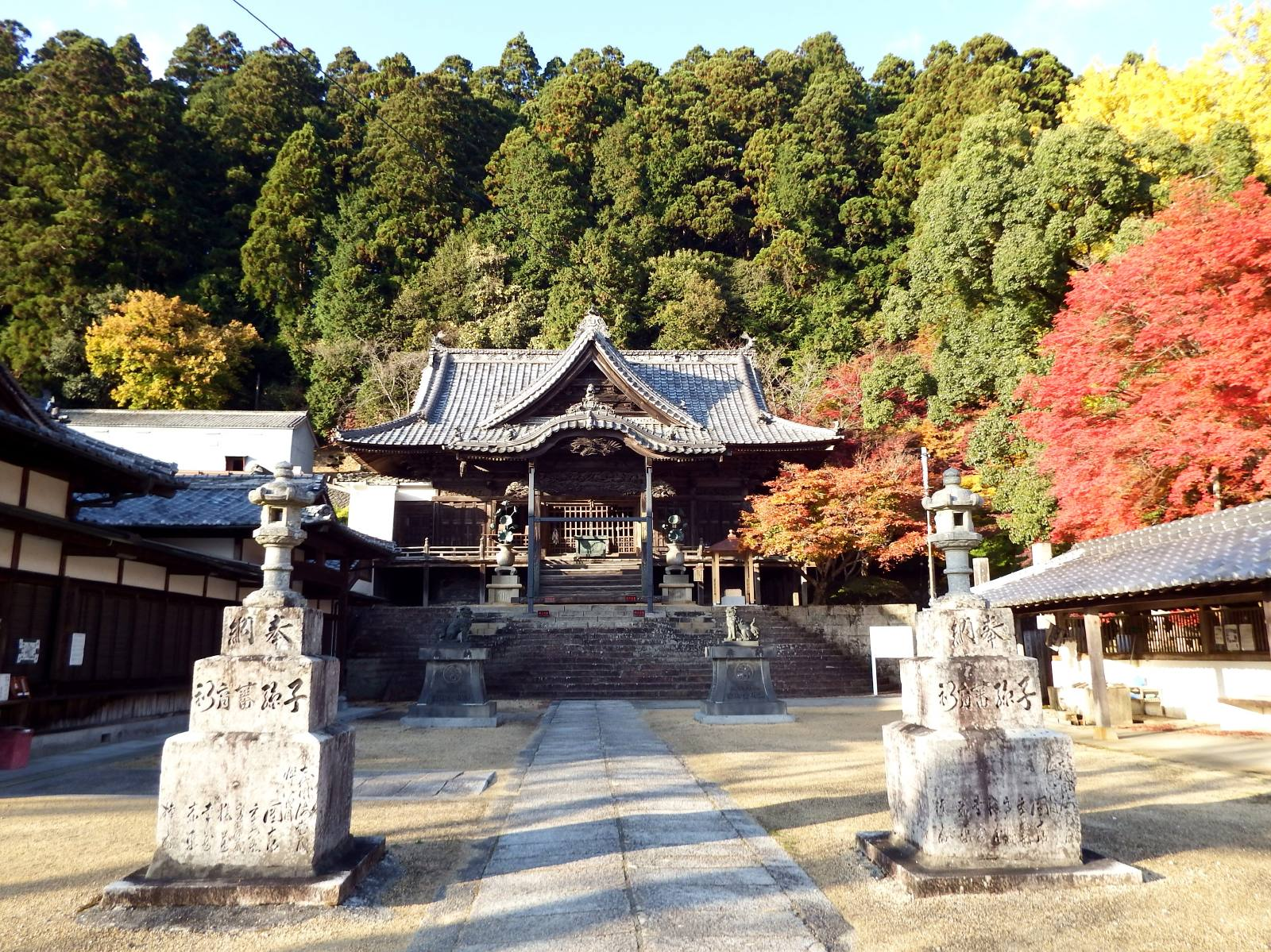
護摩殿（重要文化財）

- 護摩殿：拝殿・中殿・奥殿の三重構造で、中殿に護摩壇があり、向かって右に本尊を守護する赤不動、左に大黒天。奥殿に金毘羅大権現。1200年続くと云わる朝夕の護摩はここで行われる。堂に向って右前に2019年11月に「成りきり本尊展望壇」が設けられた。
- 市川團十郎の灯籠：護摩殿前にある一対の灯籠。江戸時代末、七代目の團十郎であった市川海老蔵が寄進したもので、八代目團十郎を含む七人の息子の名前も刻まれている。
- 令和堂：八供養菩薩のうち金剛歌菩薩を祀る。
  - 大随求菩薩を祀る予定。

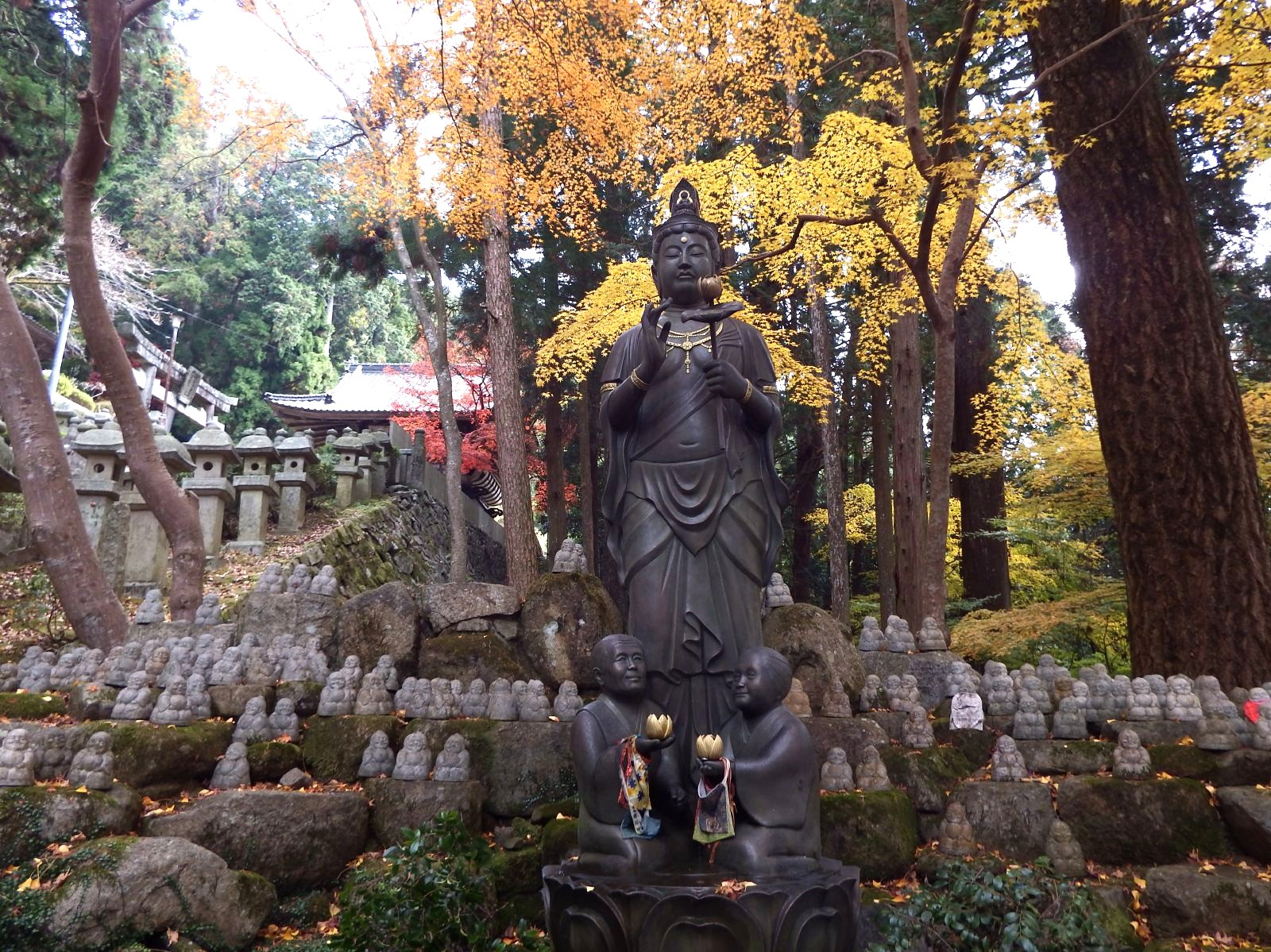
ぼけ封じ観音像

- ぼけ封じ観音像：鋳造。四国三十三観音霊場および百八観音霊場の札所

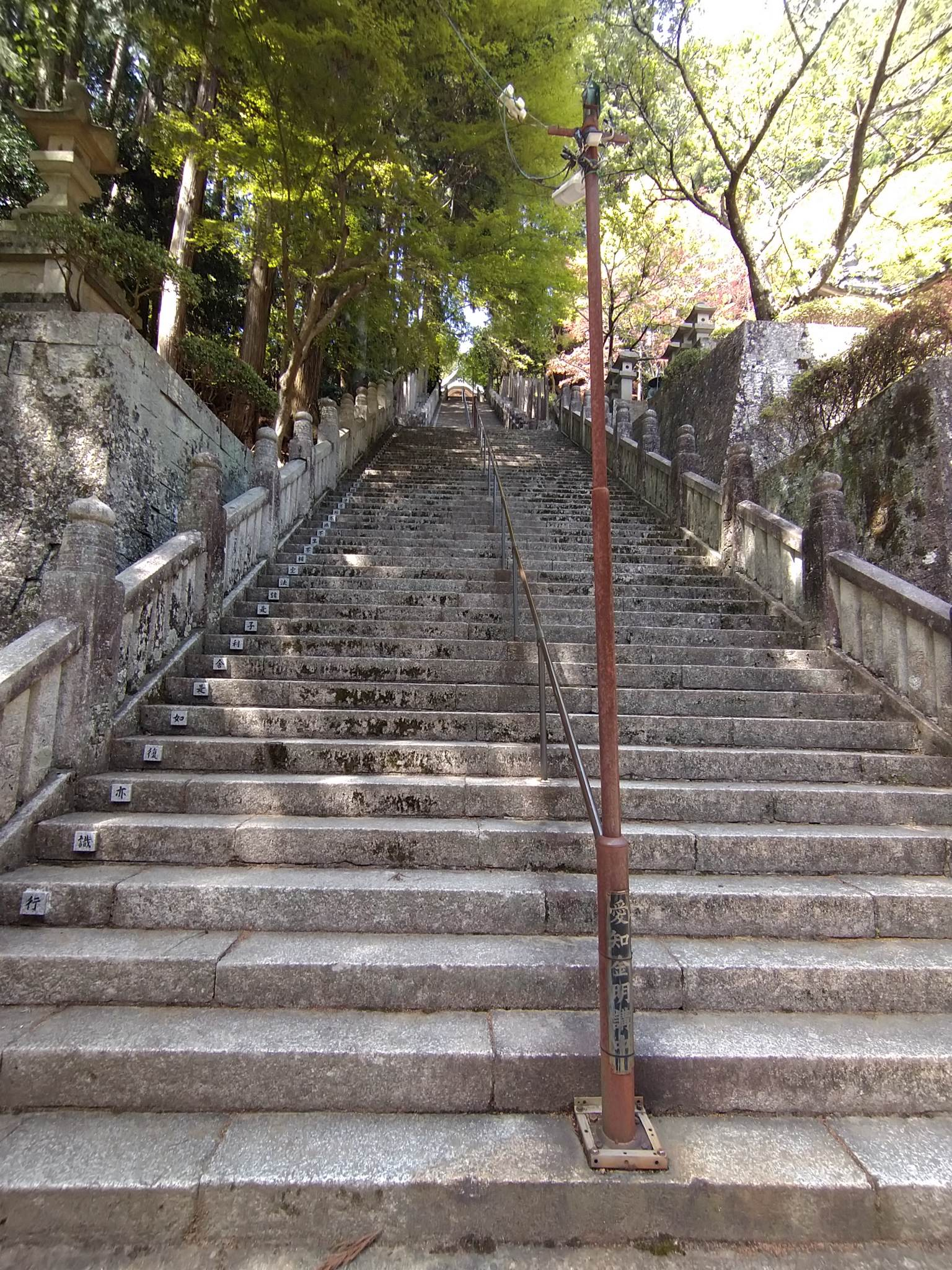
本家の御前四段坂（133段）より多い172段上り切ると本殿

- 般若心経昇経段：方丈から本殿まで278段で般若心経の文字数と同じことから

- 鐘楼堂
- 三の鳥居
- 薬師堂
- 天神社（祠）：菅原道真を祀る。

本殿エリア

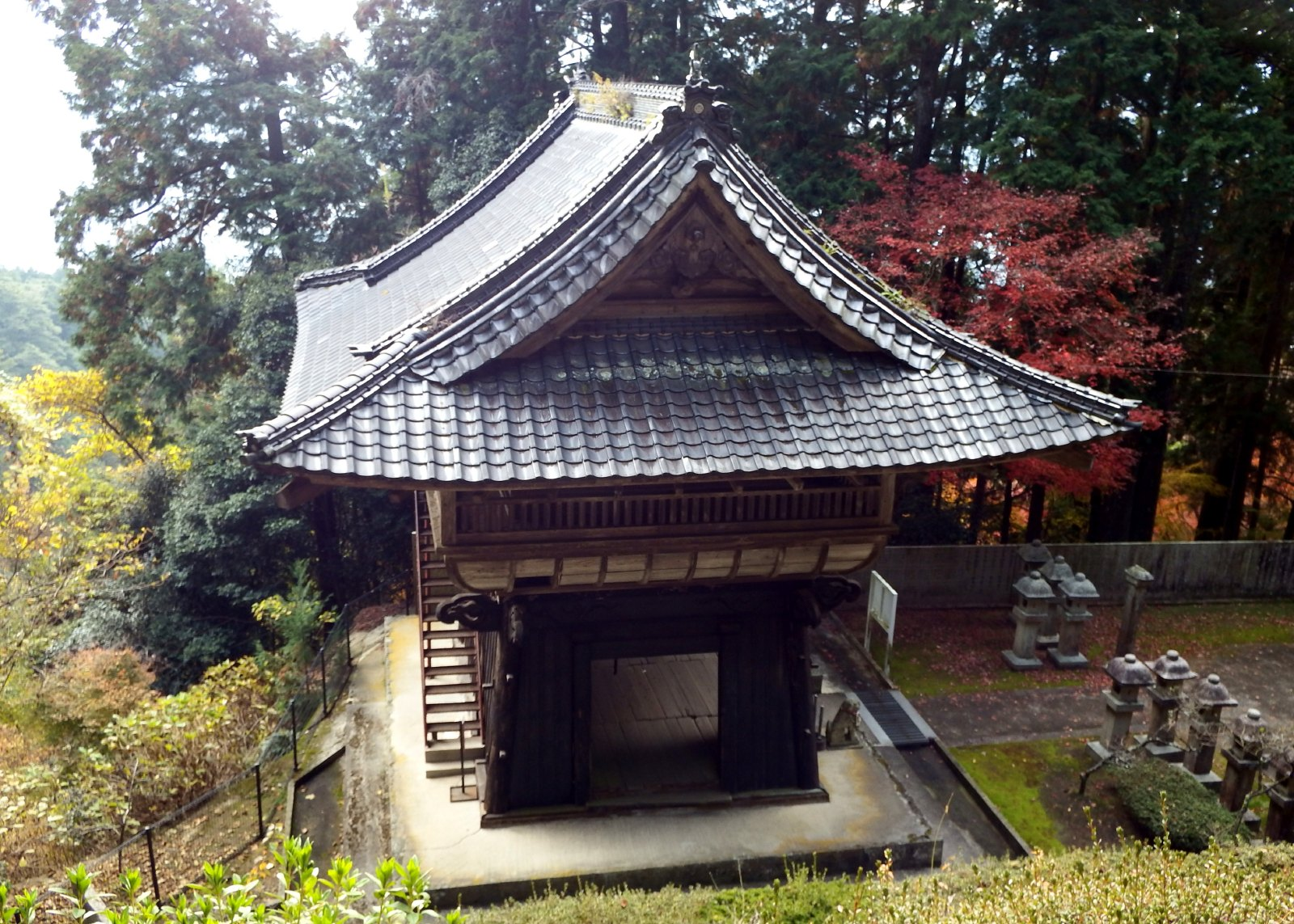
鐘楼堂（重要文化財）

- 本殿：絶対秘仏本尊の金毘羅大権現、脇士は不動明王・深沙大将。ロウソクは本殿中の係の人に頼む、不在の時は遠慮する。
- 手水舎 - 本殿の前にある。
- 観音堂：本殿の右奥にひっそりとある。本尊は馬頭観音で阿波西国三十三観音霊場の札所である。

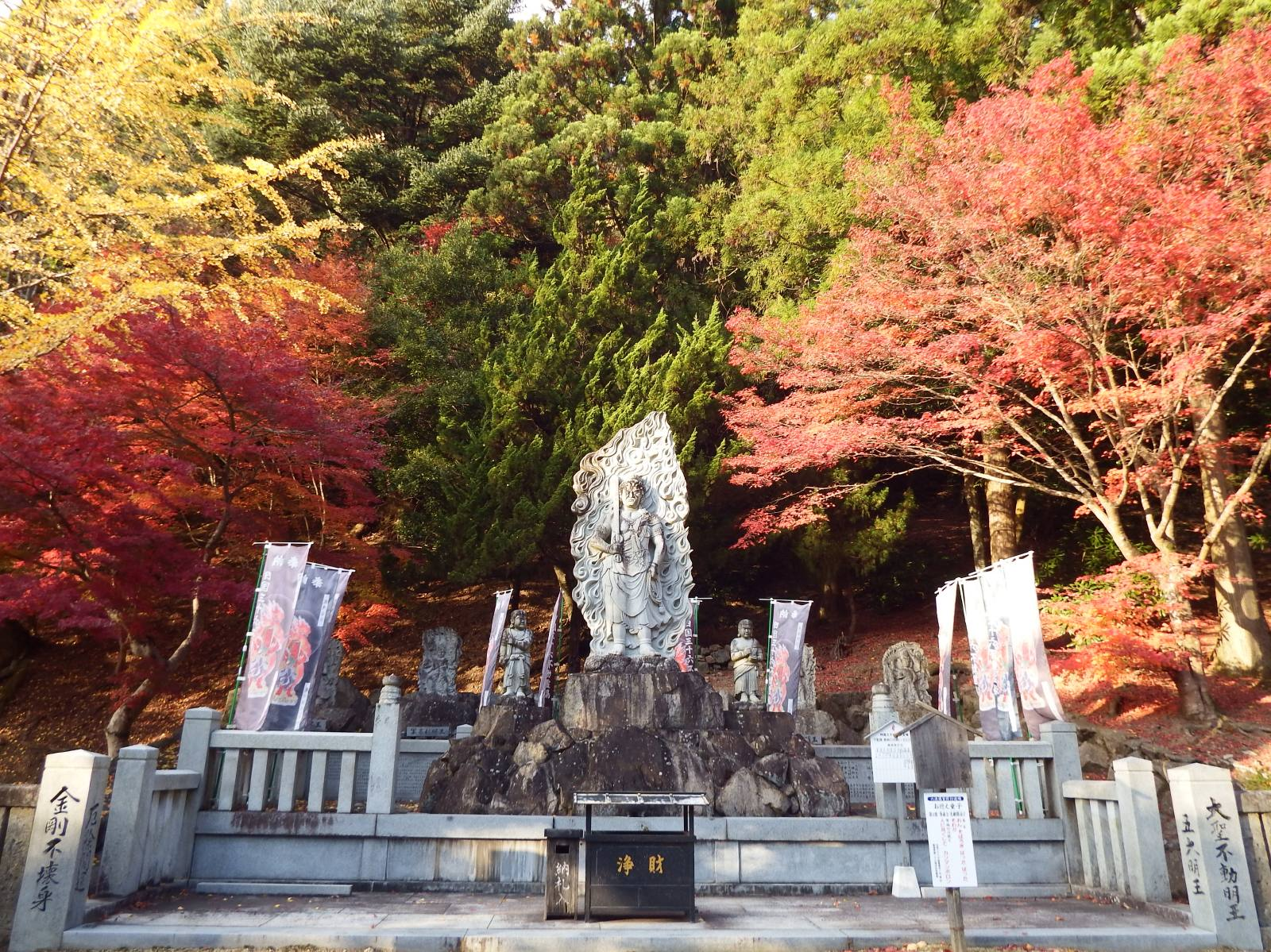
大聖不動明王

- 大聖不動明王（五大明王）：石造。四国三十六不動霊場の札所

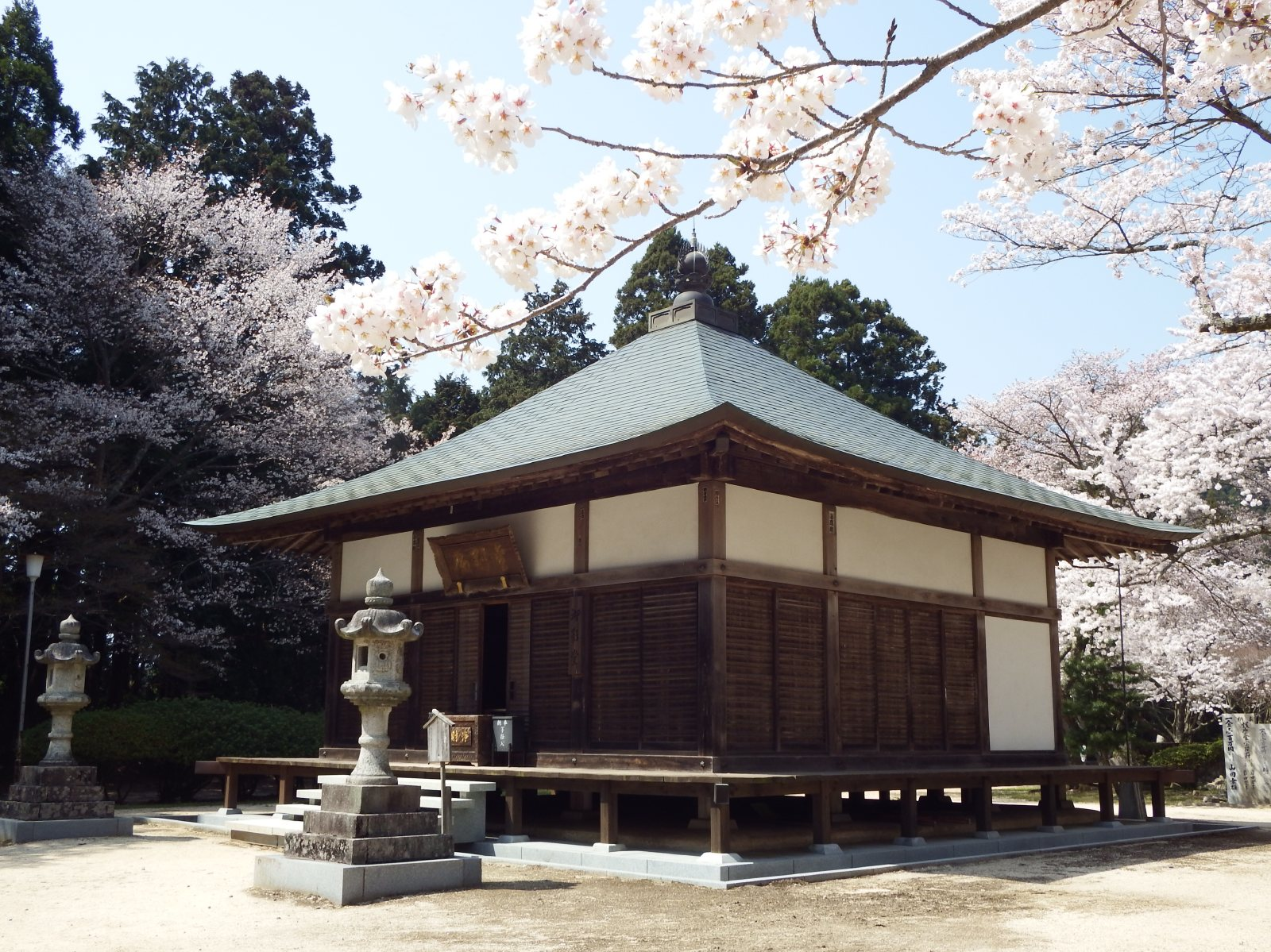
御影堂

- 大師堂（御影堂）：大師像が拝観できる。平成元年建築。古来よりの方丈の大師像の身代り仏。

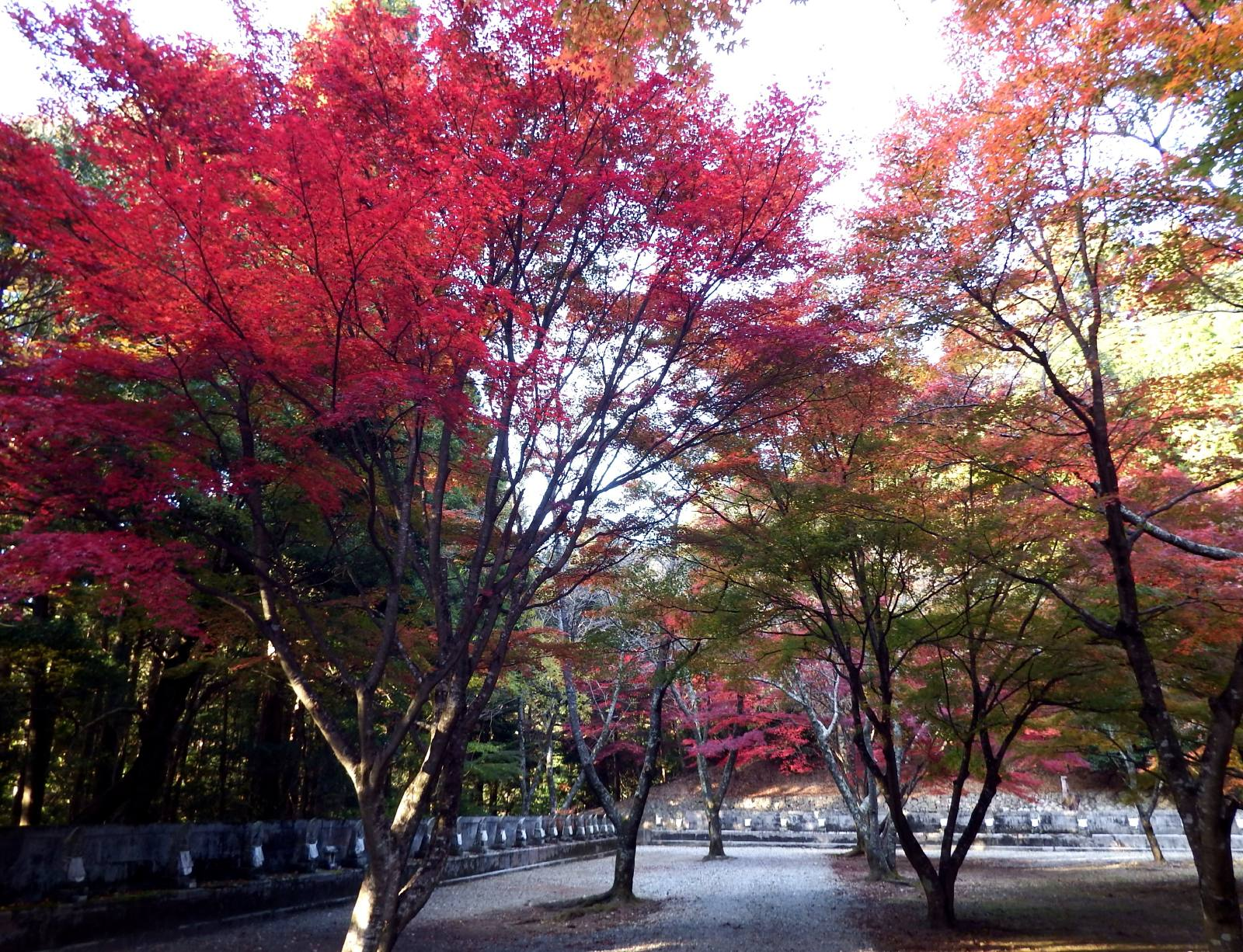
ミニ四国八十八ヶ所

- ミニ四国八十八ヶ所：大師堂の背後にあり江戸時代後期に造られた。納経所で満願証を200円でもらえる。

高灯籠（標高405m）の手前に駐車して、48段上がると仁王門（山門）で、くぐって広い真っすぐの参道を行き大きな石の鳥居を通過し進むと赤い鞘橋があり、ここから214段上ると分岐で、右へ行くとスロープを含め50段で方丈（標高500 m）へ、そのまま上がるとあと229段で方丈である。方丈の角に納経所がありその先に令和堂、正面に護摩殿、その右に金属製の四国観音霊場の観音像、奥に進み右の石段を55段上がると正面に鐘楼堂がある。その左には見上げるような石段がそびえている。51段上がると右に修行大師像が立ち薬師堂がある。左の脇道を斜めに上がると天神さんの祠がありスロープを含め83段で本殿の壇（標高545 m)に至る。もとの厳しい石段をさらに172段上り切ると正面に本殿がある。本殿右に行くと手水舎がありその奥にひっそりと観音堂がある。本殿の左は大柴灯護摩が行われる広い馬場になっており山際に四国不動霊場の不動明王石像が立つ。その向こうに大師堂（御影堂）が見える。なお、ロープウェイ利用だと山麓駅（標高160 m付近）から方丈の左に位置する山上駅までの高低差342 mを4分で行くことができる。
- 小唄碑：野口雨情「見たか蔵谷千畳敷や 藤の根元の笠の水」が仁王門の下にある。

## 文化財

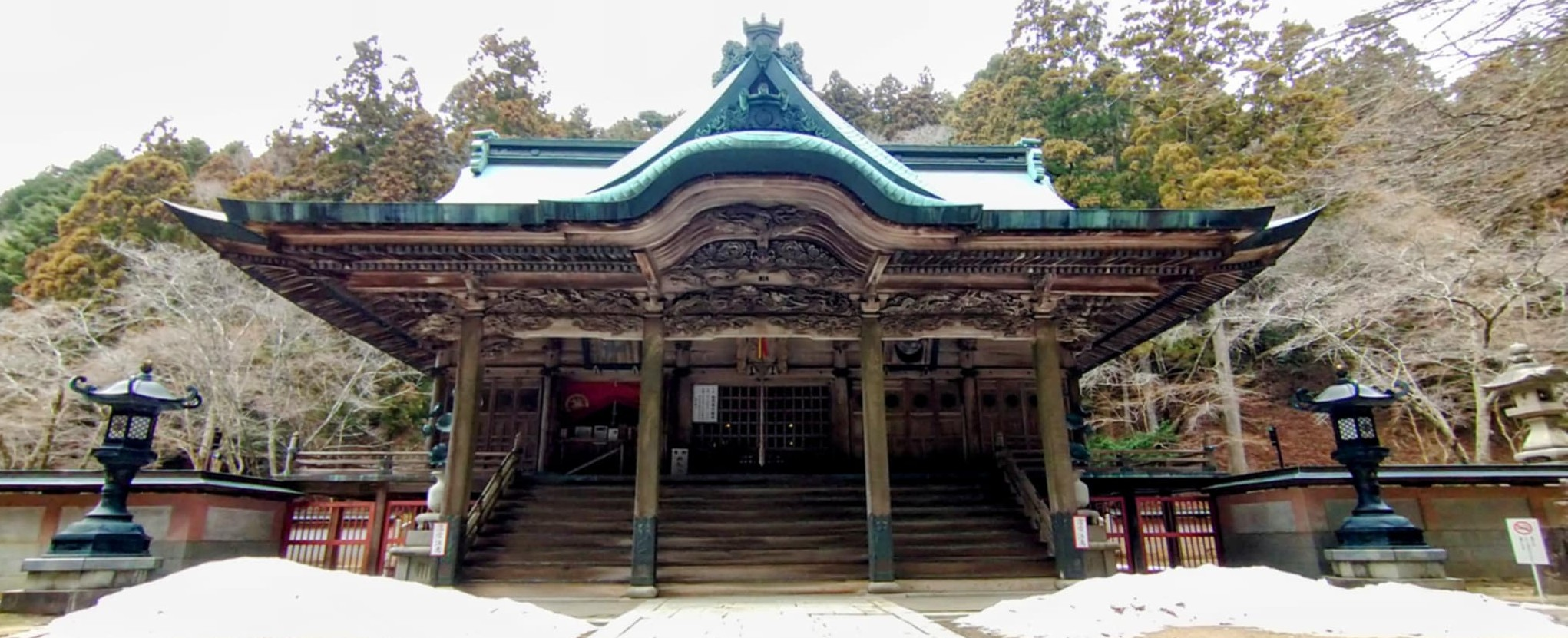
本殿（重要文化財）
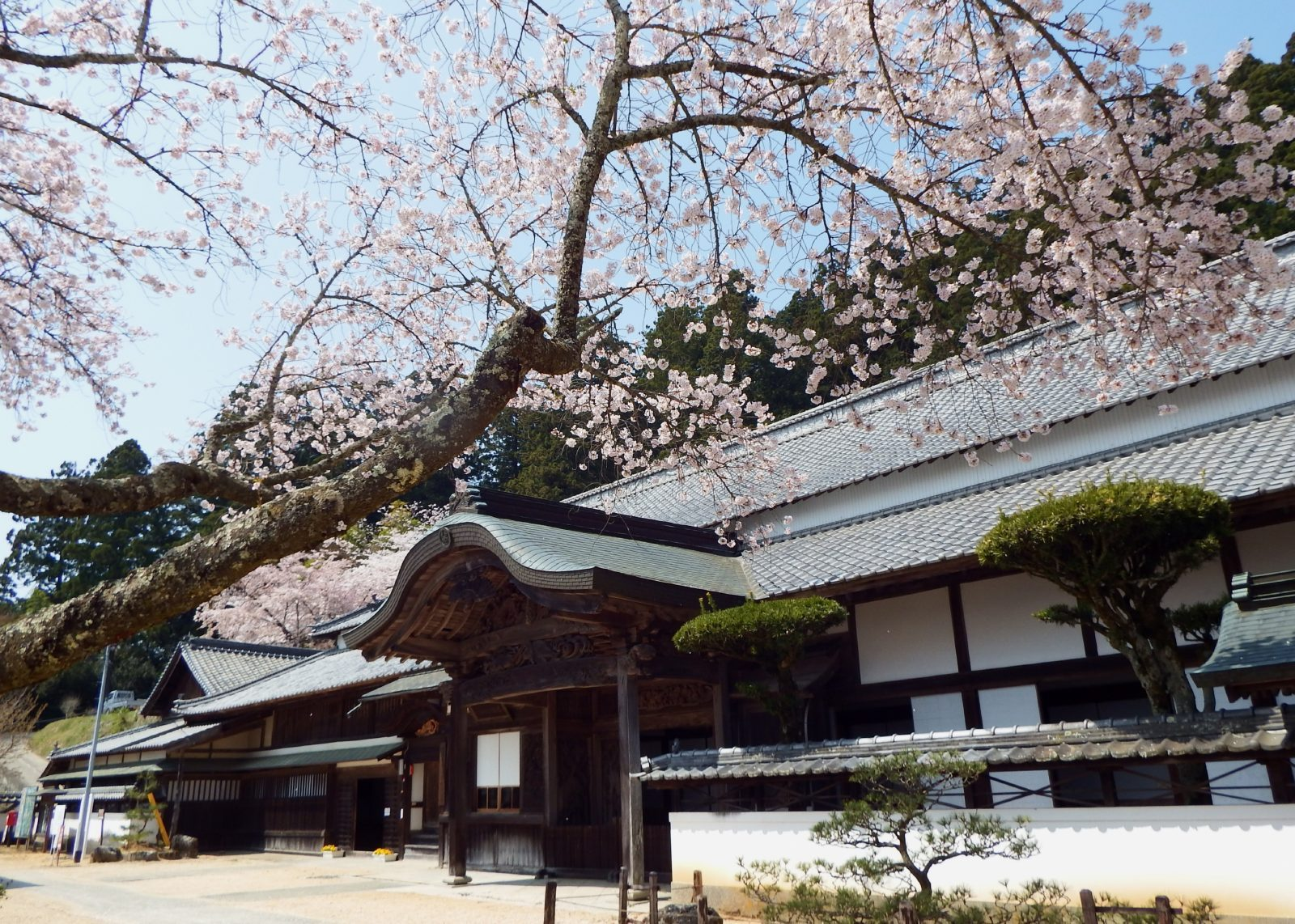
方丈（重要文化財）
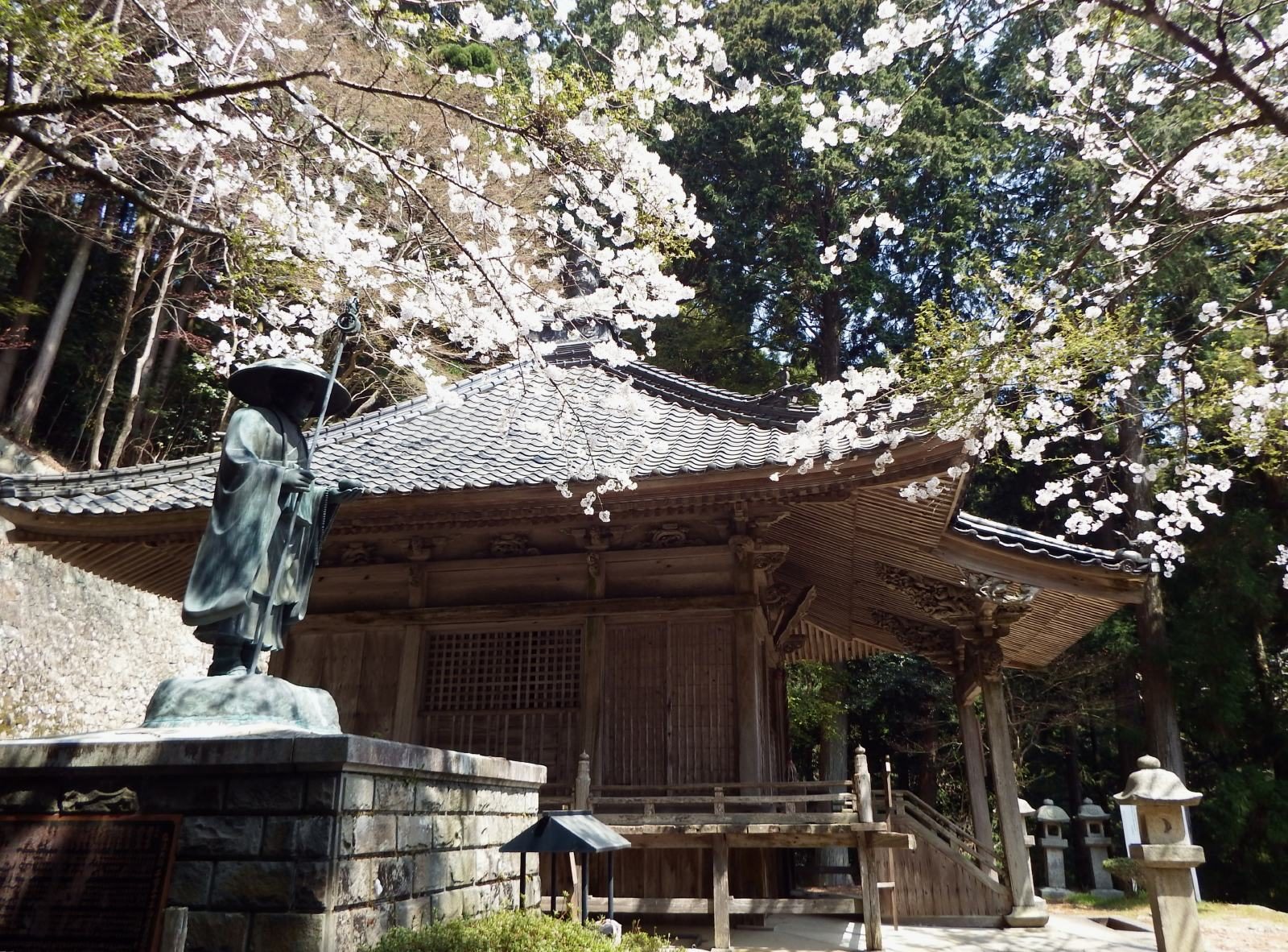
薬師堂（重要文化財）
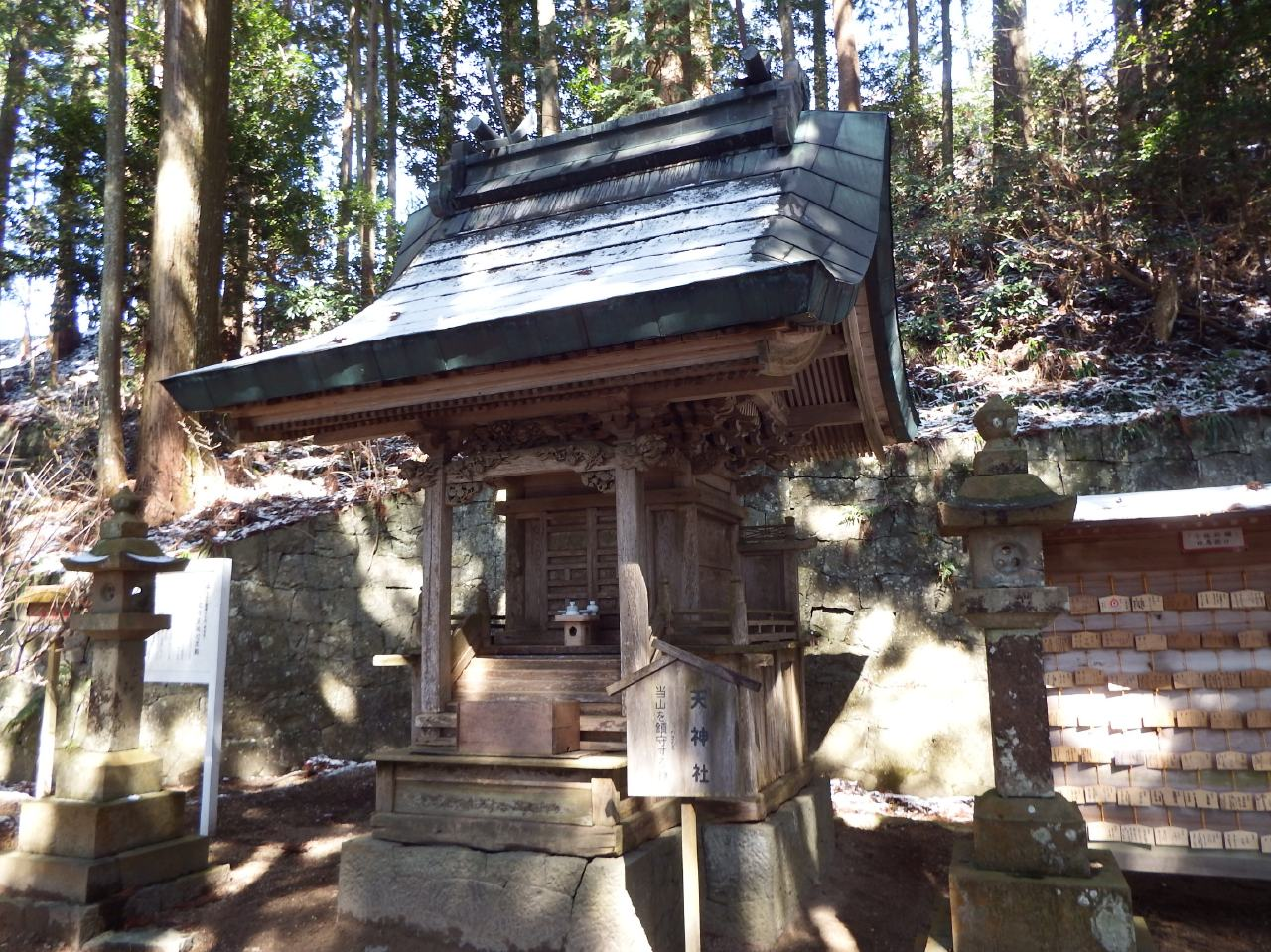
天神社（重要文化財）
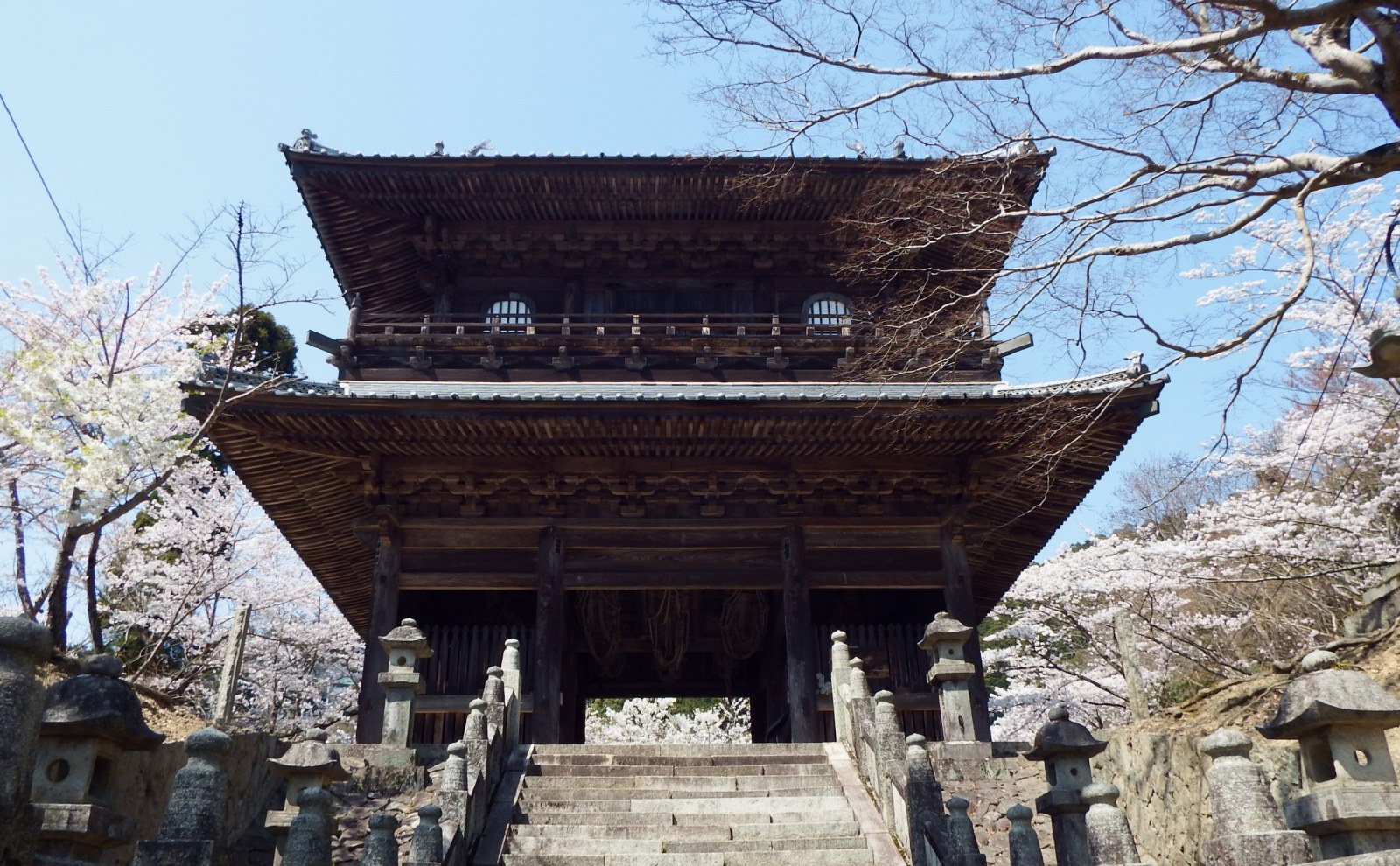
仁王門（登録有形文化財）
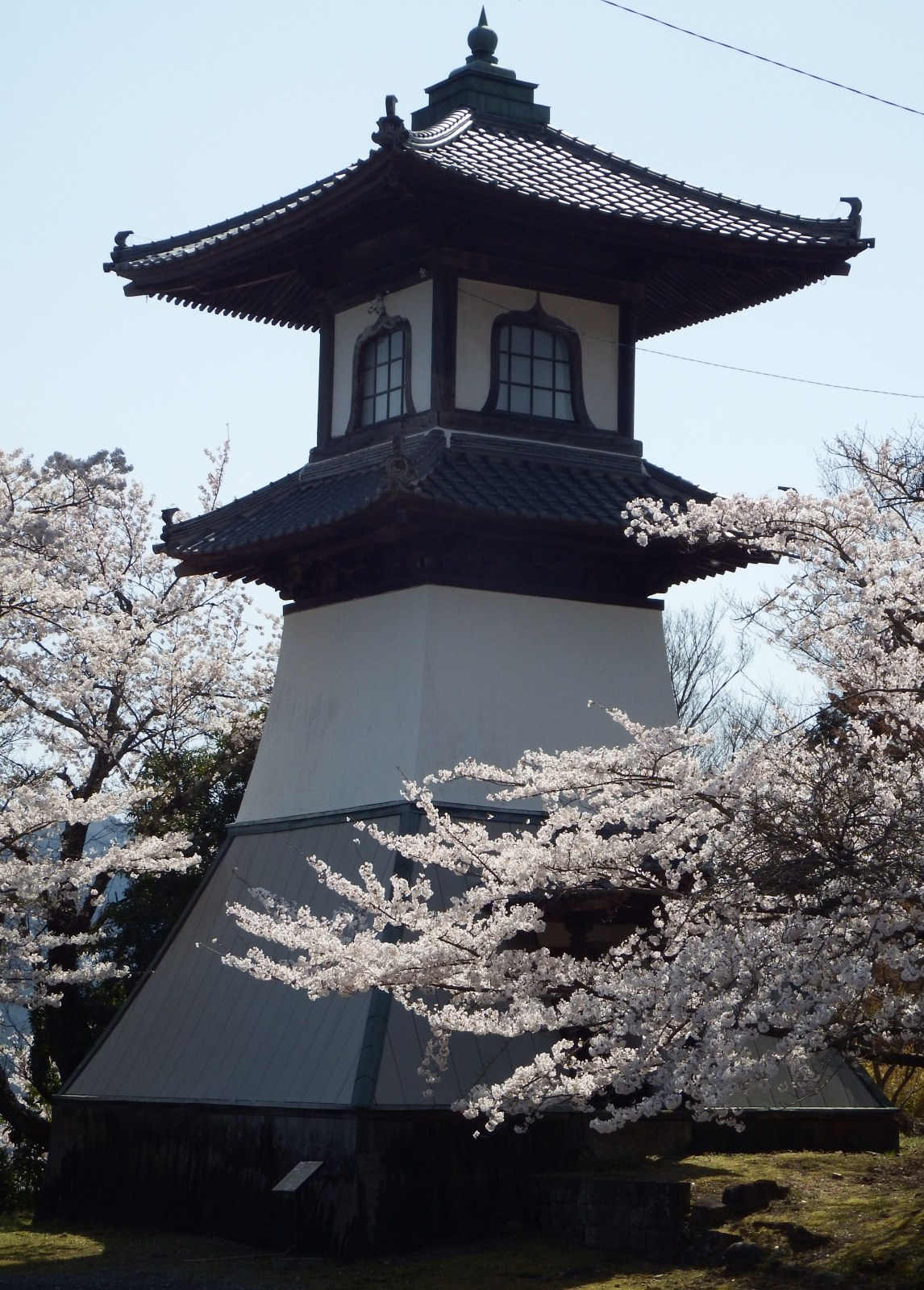
高灯籠（登録有形文化財）
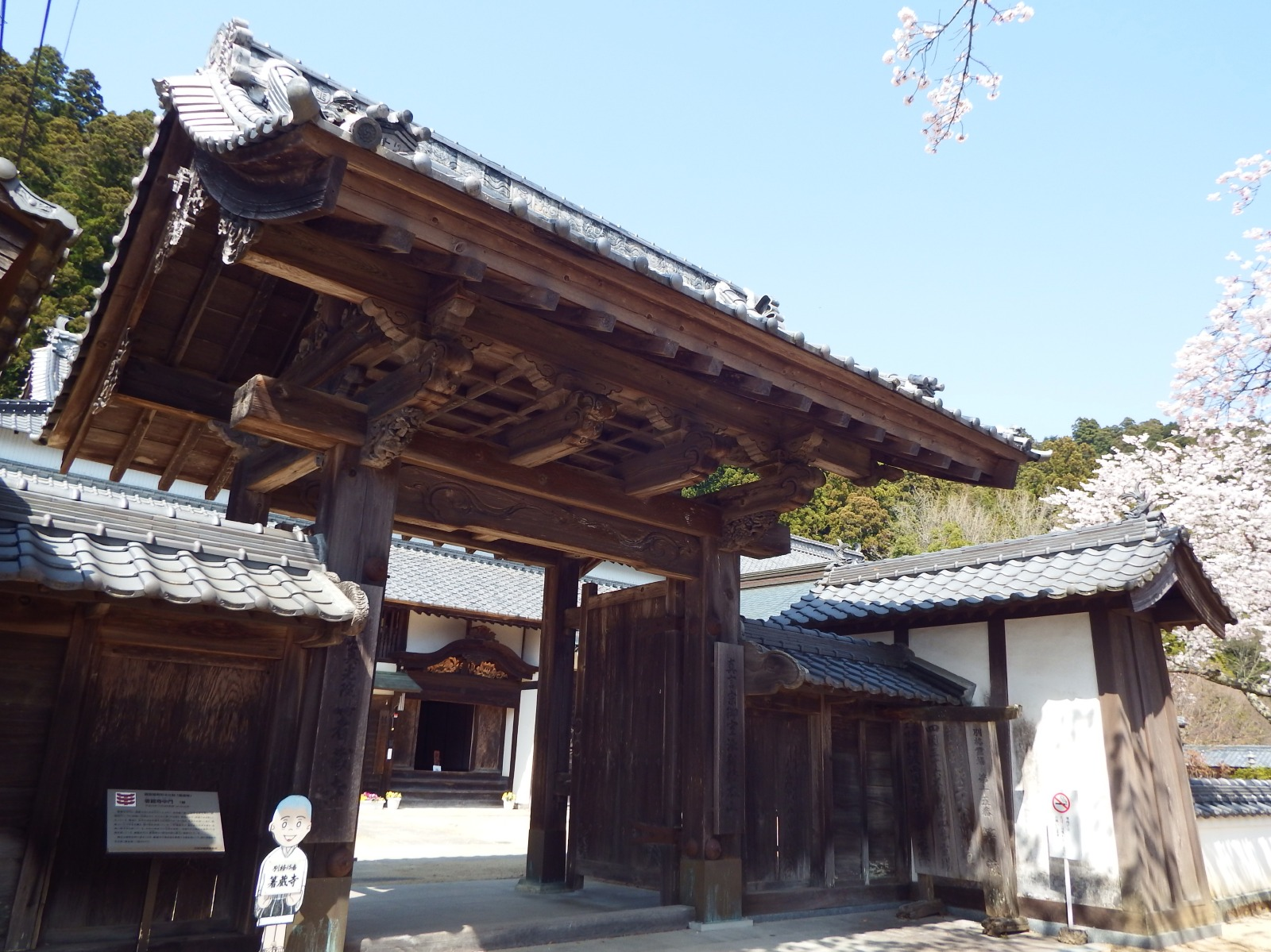
中門（登録有形文化財）
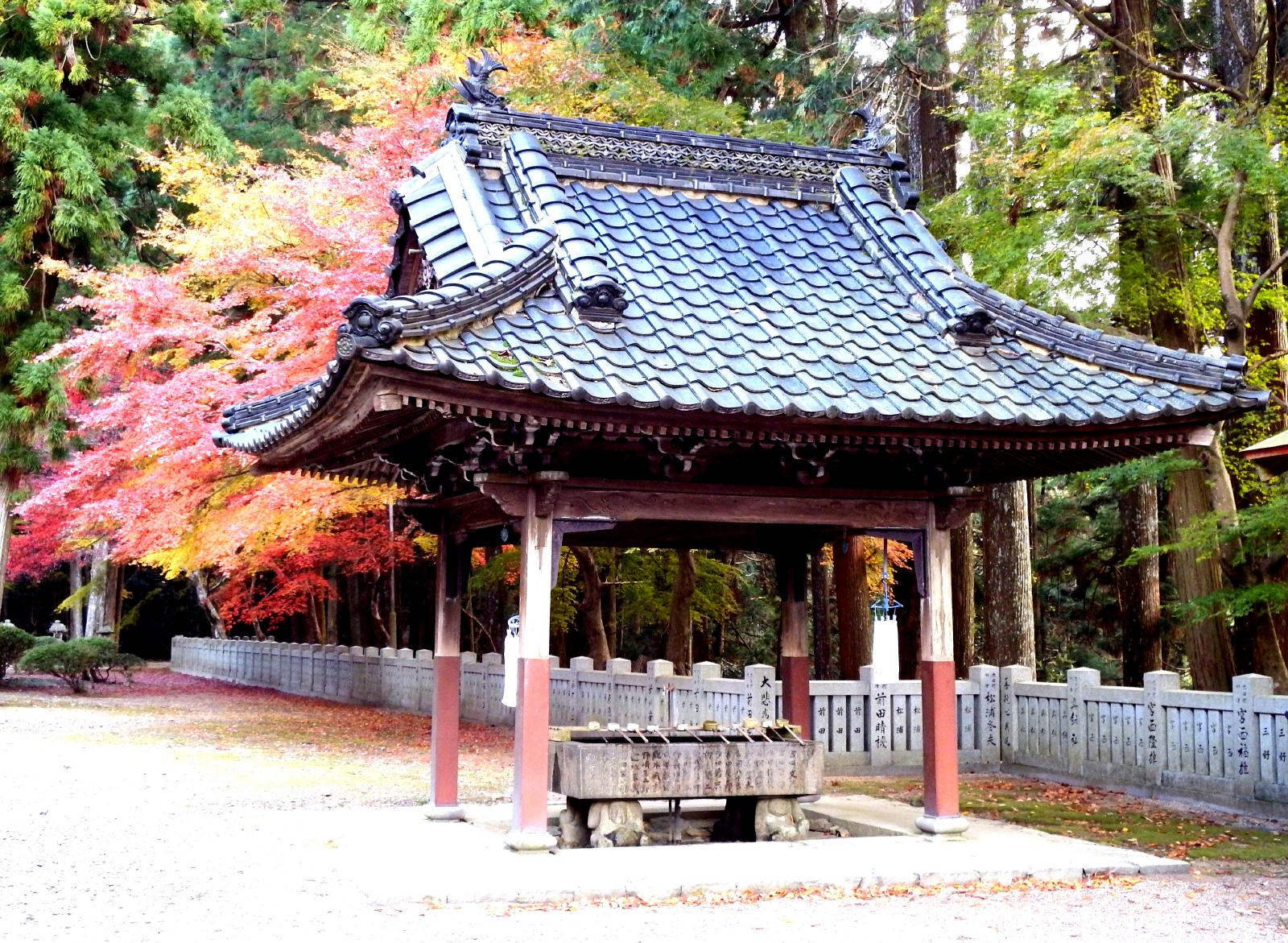
手水舎（登録有形文化財）
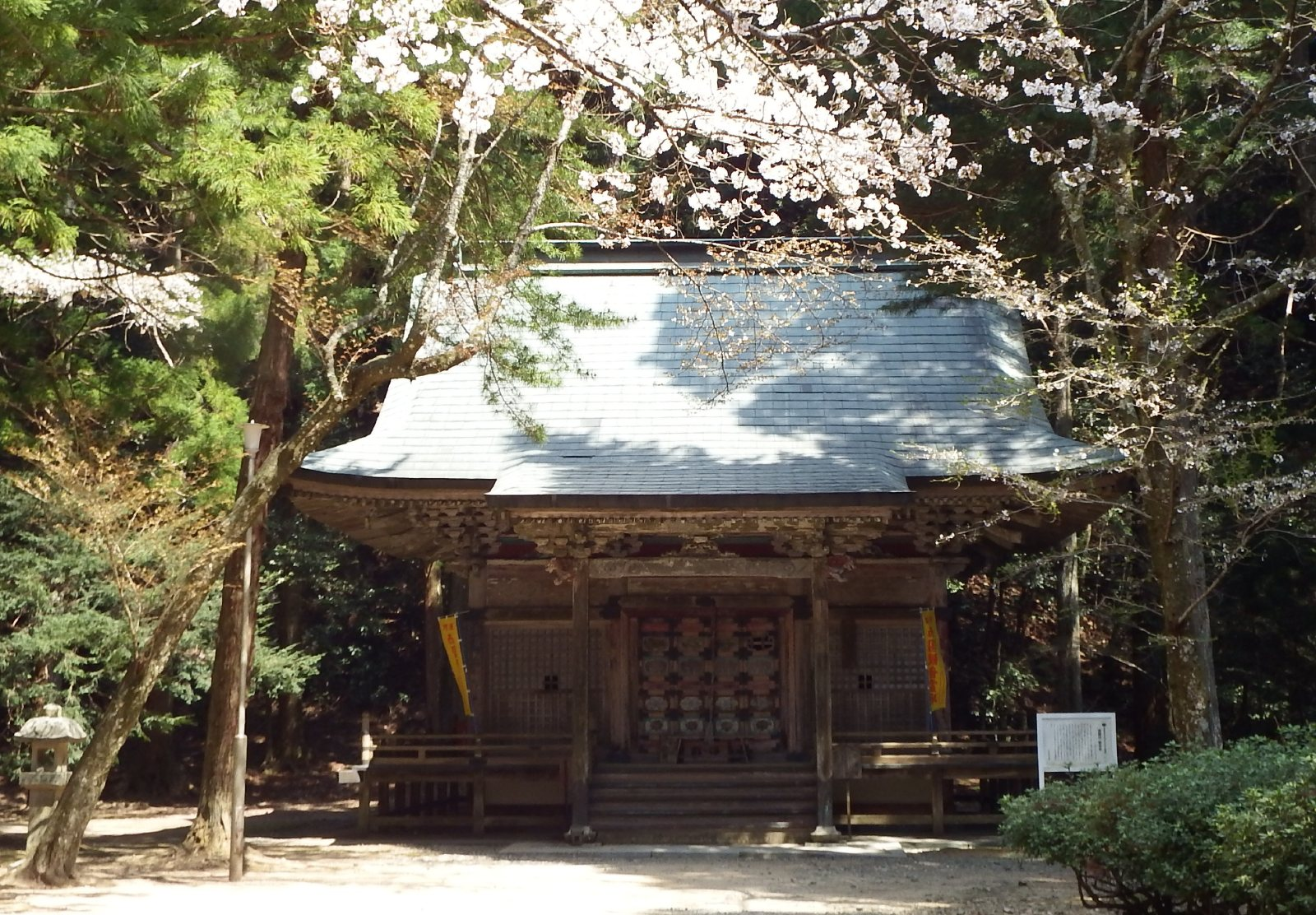
観音堂（県指定有形文化財）

重要文化財
「箸蔵寺」として以下の6棟を平成16年（2004年）7月6日指定。
- 本殿　附 御本社再建寄進帳（嘉永甲寅歳夏4月）2冊[3]

江戸時代末期の建立と推定されている。手前から奥へ、外陣（げじん）・内陣・奥殿の3部分からなる複合建築で、外陣と奥殿は入母屋造、これらを繋ぐ内陣は前方を切妻造、後方を両下造（りょうさげづくり）とする。外陣と奥殿の屋根にはそれぞれ千鳥破風と軒唐破風を付す。屋根はすべて銅板葺き。傾斜地に建ち、土地の高低差を利用して外陣・内陣・奥殿の床高を変え、複雑な屋根構成を見せる。
- 護摩殿

江戸時代末期、文久元年（1861年）頃の建立。外陣・内陣・奥殿の3部分からなる構成は本殿と似るが、本殿よりは規模が一回り小さい。奥殿の屋根を入母屋造でなく宝形（ほうぎょう）造りとする点と、屋根を桟瓦葺きとする点も本殿と異なっている。
- 鐘楼堂

文久元年（1861年）頃の建立。
- 方丈　附 棟飾平瓦（安政3年銘） 1枚[7]

江戸時代末期、安政3年（1856年）頃の建立。
- 薬師堂　附 厨子（一間厨子、宝形造、正面千鳥破風及び軒唐破風付、板葺） 1棟[9]

文久元年（1861年）頃の建立。
- 天神社本殿

文久元年（1861年）頃の建立。
国の登録有形文化財
- 仁王門 - 二重門で明治13年（1880）築であるが、郷土史によると明治41年(1908年)以前に高知県から移築されたと推定される[12][13]
- 高灯籠 - 明治17年（1884年）建立[14]
- 中門 - 明治前期（1868～1882年）建立[15]
- 手水舎 - 明治29年（1896年）建立[16]

上記4棟は全て平成23年（2011年）10月28日登録。
徳島県指定有形文化財
- 観音堂

江戸時代前期の建造。箸蔵寺の中では最も古い建造物で大正時代に清水寺（せいすいじ・徳島市）から移築されその寺院の中心の建物と推定される。平成17年（2005年）2月4日指定。
- 本殿（重要文化財）
- 方丈（重要文化財）
- 薬師堂（重要文化財）
- 天神社（重要文化財）
- 仁王門（登録有形文化財）
- 高灯籠（登録有形文化財）
- 中門（登録有形文化財）
- 手水舎（登録有形文化財）
- 観音堂（県指定有形文化財）

## 交通アクセス
鉄道
- 四国旅客鉄道（JR四国） 土讃線 – 箸蔵駅（約0.5 km)  - 箸蔵山ロープウェイ – 登山口駅 - 山頂駅 - 方丈

道路
- 国道32号線 - 町道（パンク注意） - 仁王門前（数台の駐車スペース有） -  徒歩約30分 - 方丈
- 自動車道：徳島自動車道 井川池田IC  - 国道32号線  - 箸蔵山ロープウェイ- 方丈

## 周辺の霊場
- 一升水

当寺大師堂裏から箸蔵山へ向かう途中にある。空海が讃岐から峰を越えて当地にやって来る時、のどが渇き杖を刺して湧かせたと云われ、年中、一升くらいの水が湧いていてどんな日照りでも枯れることがないと云われる。

## 前後の札所
四国別格二十霊場
14 椿堂 -- (26.9 km) -- 15 箸蔵寺 -- (29.7 km) -- 16 萩原寺
四国三十六不動霊場
3番 最明寺 -- (33 Km) --  4番 箸蔵寺 -- (7 Km) -- 5番 密厳寺
四国三十三観音霊場
27 延命寺 ---- 28 箸蔵寺 ---- 26 嶋田寺
阿波西国三十三観音霊場（西部）
22 密厳寺 ---- 23 箸蔵寺 ---- 24 願成寺